# Bataille de Changsha (1941)
Pour les articles homonymes, voir Bataille de Changsha.
Guerre sino-japonaise (1937-1945)
Batailles
Seconde Guerre mondiale : batailles de la Guerre sino-japonaise
- Incident du pont Marco-Polo
- Shanghai
- Taiyuan
- Xinkou
- Pingxingguan
- Taierzhuang
- Xuzhou
- Nankin
  - bataille
  - massacre
- lac Khassan
- Wuhan
- Nanchang
- Khalkhin Gol
- Suixian-Zaoyang
- Changsha (1re)
- Guangxi
- Henan
- Zaoyang-Yichang
- Cent Régiments
- Shanggao
- Sud-Shanxi
- Changsha (2e)
- Pacification du Mandchoukouo
- Changsha (3e)
- Hubei
- Changde
- Ichi-Go
- Changsha (4e)
- Guilin-Liuzhou
- Reconquête chinoise

Guerre du Pacifique
Front d'Europe de l'ouest
Front d'Europe de l'est
Campagnes d'Afrique, du Moyen-Orient et de Méditerranée
Bataille de l'Atlantique
Théâtre américain
La deuxième bataille de Changsha a eu lieu en 1941 et opposa l'Armée nationale révolutionnaire chinoise et l'Armée impériale japonaise pendant la guerre sino-japonaise et vit un nouvel échec des Japonais à réduire la résistance dans le Hunan.
Après un premier échec dans la région, les Japonais affrontèrent à nouveau les troupes chinoises. La bataille commença le 6 septembre 1941, quand la guérilla chinoise attaqua les troupes japonaises dans les montagnes au sud de Yueyang. Une force japonaise de 120 000 hommes, destinée à mettre un terme aux poches de résistance chinoises, traversa alors le fleuve Miluo. Le 27 septembre, les Japonais atteignirent Changsha et commencèrent à pilonner les défenses. Ils échouèrent cependant à prendre la ville, et durent finalement entamer une retraite vers Yueyang.
Une nouvelle offensive eut lieu quelques mois plus tard.